# Albrecht Bohnenblust
Albrecht Bohnenblust (* 21. Januar 1770 in Aarburg; † 7. November 1841 ebenda; heimatberechtigt in Aarburg) war ein Schweizer Politiker und Richter. Von 1831 bis zu seinem Tod war er Regierungsrat des Kantons Aargau.

## Biografie
Der Sohn des Schuhmachers Hans Georg Bohnenblust war in den 1790er Jahren, als Aarburg noch im Untertanengebiet des Berner Aargaus lag, als Notar tätig. Daneben besass er einen Laden und einen kleinen Fabrikationsbetrieb. Nach der Ausrufung der Helvetischen Republik im April 1798 wurde er Mitglied der Aarburger Munizipalität und war wenig später deren Präsident. Ab 1803 stand er der Gemeinde als Stadtammann vor, bis er sieben Jahre später wieder seine Tätigkeit als Notar aufnahm und zusätzlich als Stadtschreiber fungierte.
Bohnenblust war von 1816 bis 1830 Bezirksrichter in Zofingen, danach bis 1831 Appellationsrichter in Aarau. Auch auf kantonaler Ebene war er politisch tätig. Von 1808 bis 1841 gehörte er (mit einer kurzen Unterbrechung 1814/15) dem Grossen Rat an. Dieser wählte ihn 1831 in die Kantonsregierung, wo er die Rechnungs- und Armenkommission präsidierte. Bohnenblust verstarb im Amt; in zeitgenössischen Berichten wird er als Politiker ohne besondere Ausstrahlung beschrieben.